# Řád Ojaswi Rajanya
Řád Ojaswi Rajanya ("Řád Dobrotivého Vládce") je nepálské státní vyznamenání založené roku 1934.

## Historie a pravidla udílení
Řád byl založen králem Tribhuvanem dne 14. května 1934. Do roku 1966 byl nejvyšším státním vyznamenáním. Udílen byl v jediné třídě členům nepálské královské rodiny i členům zahraničních královských rodin.

## Insignie
Řádový odznak má tvar bíle smaltované šestnácticípé hvězdy. Osm větších paprsků je z obou stran oranžově lemováno. Uprostřed je kulatý bíle smaltovaný medailon s širokým oranžovým okrajem. Uprostřed jsou dvě zkřížené legendární zbraně Gurkhů zvané kukri. Jejich povrch je pokryt diamanty. Nad zbraněmi je nepálský královský znak slunce s tváří pod nímž je půlměsíc. Na okraji medailonu je nápis v nepálštině. Ke stuze je odznak připojen pomocí jednoduchého kroužku.
Řádová hvězda je osmicípá, stříbrná. Jednotlivé cípy tvoří shluky různě dlouhých paprsků. Ve čtyřech případech jsou paprsky rovné a ve čtyřech případech mají tvar plamene. Mezi cípy jsou oranžové lichoběžníky. Uprostřed je medailon podobný medailonu na řádovém odznaku.
Stuha je oranžová se dvěma bílými proužky poblíž okrajů.